# حذف هجا
در واج‌شناسی، فرایند افتادن و حذف برخی از آواها یا هجاهای تکراری در زنجیره‌ای از آواها و هجاهای پیاپی، حذف هجا یا هجااندازی یا هاپلولوژی (به انگلیسی: haplology) گفته می‌شود.
برای نمونه در فارسی واژه بادِبان که از سه هجا (با+دِ+بان) تشکیل شده با حذف هجا به صورت بادْبان (باد+بان) تلفظ می‌شود.